# 印綬 (四柱推命)
印綬とは、四柱推命（生年月日時を基に人間の将来的な運勢の強弱を予想する技術）で用いられる概念。生まれた日の干支と現在の干支との関係を表す代名詞の一つ。

## 印綬の条件
生まれた日の干支が甲子・甲戌・甲申・甲午・甲辰・甲寅の人の場合、癸酉・癸未・癸巳・癸卯・癸丑・癸亥の年月日時が印綬の時期となる。すなわち甲と癸とは甲からみて癸が印綬に当たる。甲（木）は癸（水）から生助を受ける関係に立つ。
同様に生まれた日の干支が乙の日の場合は壬の年月日時が印綬の時期になる。乙（木）は壬（水）から生助を受ける。以下丙（火）-乙（木）、丁（火）-甲（木）、戊（土）-丁（火）、己（土）-丙（火）、庚（金）-己（土）、辛（金）-戊（土）、壬（水）-辛（金）、癸（水）-庚（金）の各組み合わせが生日天干と印綬の通変とに当たる。

## 印綬の機能
印綬はその一般的意味に同じく位階勲等を象徴している。印綬が生年月日時に多い人はあまりに名誉に対する関心が高く俗世間の世故に疎い。精神的充実を求め過ぎて現実には活動できないという弊害もある。また男女を問わず印綬は実母を意味するので、その干渉が多すぎて世慣れていないという結果になる。
しかし真面目で融通が利かないくらいならば人物が信頼を得るということにもなるので、他の通変星との配合を調査する必要がある。

## 印綬と他との関係
印綬は正財により限度なく剋害され、偏財により適度の制を受ける。印綬が生年月日時に多すぎる人は（通常3つ以上）こうした財星すなわち正財偏財の制剋をよしとする。実生活ではとかく名誉ばかり追いかける人が、現実主義に釣り合いをとっているとなる。しかし印綬は正官偏官が強い人には、必須の通変であり財星の剋害は最も嫌うものである。官職には勲等が必要であるところ金銭（財星）が勲等を邪魔するといえる。
女性で印綬が強い場合は子女を象徴する食神を制剋するので子女に期待できない、自らの手許から離れていくといった事象が起こりやすい。このときは財星が印綬または偏印を制剋するのが要求される。財星は女性では姑を象徴するのでその助力を得られることになる。
印綬の強い人．配合適宜を得ている人は概して冷静であり落ち着きがある。また金銭より精神を貴ぶため慈善事業・教職・福祉宗教家に適性がある。同じ印星でも偏印は精神性が極端に発揮されるため評価の決まった分野での教育より自由芸術的なものの方が良いが、印綬は普通教育にこそ適当である。文章を著す場合でも印綬は明朗にして極端な個性のない表現。偏印は大衆的サブカルチャーに例えられ、陰陽の異なる印綬偏印のあり方が現実に違いをもたらしている。
印綬は最も良い形として官星（正官偏官）に伴うのを好む。正官（相続）を守るし、偏官（殺）から自分自身を護衛する機能がある。正官を傷官の攻撃から守るので護禄（正官）星と別名があるとおりである。また偏官とともにあるとその仮借ない暴剛を抑え冷静な対応ができる。古来「殺印双全」といわれている。社会制度上憲法（印綬）刑事訴訟法（偏官）との関係はまさに通変の関係の反映である。この形の場合印綬を剋伐する財星は忌むものである。
印綬は比肩劫財を強める。名誉心があまりに強く自己顕示欲や物質欲を強める形になる。また人間関係では印綬（生母）が兄弟（比肩劫財）が多すぎて力を失うともいえ、肉親の保護が薄い結果になる。生年月日時中に比肩劫財が多い人（しばしば従強格といわれる）は通常食神傷官の吐秀（強い自分自身の五行を他に発揮する作用）を用神にするので印綬偏印を嫌う。また比肩劫財が強く財星が弱い人も生日の干支と財星との連絡を司る傷官が剋されるため印綬を嫌っている。
なお印綬に限らず通変は干支同士の関係を示す代名詞でしかない。食神正財偏財正官印綬を吉、他の通変である傷官偏官偏印比肩劫財を凶と直ちに決めつける方法は不合理で誤謬も甚だしい。実際の生年月日時に当たり現実に即した判断が基本である。